# Indtræk
Indtræk er betegnelsen for den indvendige beklædning af biler i form af typisk tekstiler eller læder.
Oprindeligt var der tale om en selvstændig proces i produktionen af en bil, der blev foretaget af en karetmager. Efterhånden som samlebåndsproduktion blev almindeligt, kom også indsættelse af indtræk ind på produktionslinjerne, hvor den så kunne foretages af en specialarbejder.
For specialbiler er indtræk ofte et af de områder, hvor der bliver gjort noget særligt for at tilfredsstille kunderne. Enkelte luksusbilmærker har stadig uddannet personale til at sikre en god kvalitet af indtrækket, heriblandt Aston Martin. Desuden findes der firmaer, der specialiserer sig i at udskifte fabriksfremstillet indtræk med særlige indtræk efter kundernes ønske.